# Философов, Михаил Иванович
Михаил Иванович Философов (ум. в 1748) — генерал-лейтенант, сенатор, смоленский губернатор.
В 1723—1726 — начальник Канцелярии по поводу «излишних сборов» в Новгородской провинции и Нижегородской губернии, в чине майора.
В чине полковника с 1732 г. состоял в комиссии по освидетельствованию счетов бывшего кригс-комиссариата и провиантской канцелярии.
В 1736—1737 получил чин полковника Ладожского пехотного полка, в 1737 году был произведен в генерал-майоры.
3 марта 1740 г. назначен сенатором, занимал должность ревельского обер-коменданта с сентября 1741. В январе 1742 г. переведен обер-комендантом в Ригу.
15 октября 1742 года назначен смоленским губернатором. В 1746 пожалован в генерал-лейтенанты и назначен командиром Украинских полков ландмилиции.
Награждён орденом Святой Анны (1747).
Дети:
Сын Михаил (1732—1811) — генерал от инфантерии. Дочь замужем за Матвеем Даниловичем Чихачёвым.